# Еронвил
Еронвил (фр. Haironville) насеље је и општина у североисточној Француској у региону Лорена, у департману Меза која припада префектури Бар ле Дик.
По подацима из 2011. године у општини је живело 627 становника, а густина насељености је износила 64,04 становника/km². Општина се простире на површини од 9,79 km². Налази се на средњој надморској висини од 180 метара (максималној 254 m, а минималној 172 m).

## Демографија
| 1803. | 1851. | 1901. | 1962. | 1968. | 1975. | 1982. | 1990. | 1999. | 2011. |
| ----- | ----- | ----- | ----- | ----- | ----- | ----- | ----- | ----- | ----- |
| 520   | 691   | 519   | 571   | 597   | 587   | 580   | 605   | 571   | 627   |

График промене броја становника у току последњих година